# هولند (شهرستان مونمووث، نیوجرسی)
هولند (به انگلیسی: Holland) یک منطقهٔ مسکونی در ایالات متحده آمریکا است که در میدلتاون، نیوجرسی واقع شده‌است. هولند ۳۶٫۸۸ متر بالاتر از سطح دریا واقع شده‌است.